# Aus dem Reiche der Phantasie

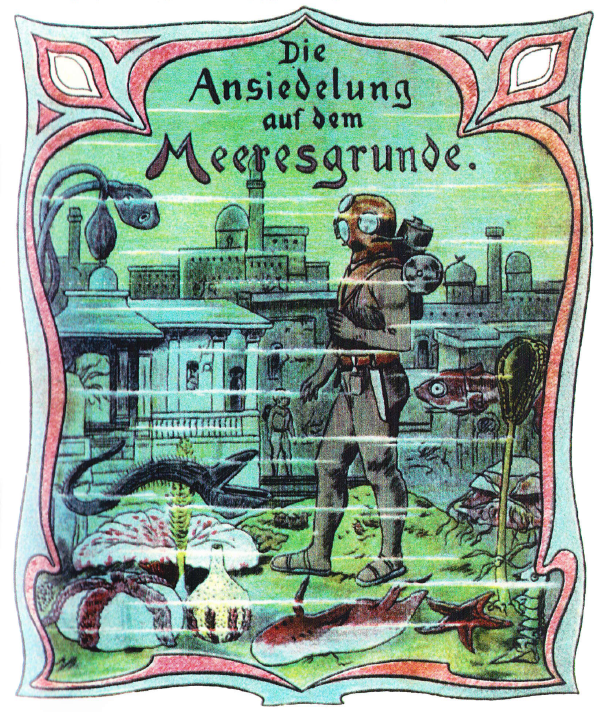
Titelbild zum achten Band

Aus dem Reiche der Phantasie ist eine 1901 erschienene Heftromanserie, die als erste Science-Fiction-Serie bezeichnet wird. Die Bände, die von Robert Kraft verfasst wurden, verlegte der Verlag H. G. Münchmeyer in Dresden. Die Handlung erzählt die Träume eines gelähmten Vierzehnjährigen, in denen er allerhand erlebt. In der Verlagswerbung hieß es: „Meisterhaft hat es Robert Kraft in seinem neuesten Werke: „Aus dem Reiche der Phantasie“ verstanden, den Leser nicht allein dauernd zu fesseln, sondern auch dabei zu belehren“, doch der Serie war kein Verkaufserfolg beschieden. Sie wurde nach zehn Heften eingestellt, das elfte Heft wurde zwar noch angekündigt, aber nie ausgeliefert. Die Titelbilder der Heftromanserie, die eine Nachfolgerin der Serie Aus allen Welttheilen war, wurden im Jugendstil gestaltet. Ein Heft kostete zehn Pfennig.

## Inhalt

### Rahmenhandlung
Richard L., seit einem Eisenbahnunfall Vollwaise und körperlich behindert, lebt mit seiner letzten Verwandten, Tante Elise, einer älteren Witwe, allein in seinem geerbten Haus. Unterrichtet von Hauslehrern, ist er von seiner Umgebung weitgehend isoliert und zu seiner Unterhaltung hauptsächlich auf Bücher angewiesen. Auch an seinem vierzehnten Geburtstag wendet er sich der phantastischen Literatur zu, die er bevorzugt, findet darin aber keinen Trost: „Seufzend legte er das Buch wieder weg, lehnte sich zurück und schloß die Augen, und zwei große Thränen rannen langsam über die bleichen Wangen.
Da plötzlich – was war das? Erschrocken blickte er auf. Die Lampe war von selbst ausgegangen, ein anderer, seltsamer Schein und ein süßer Weihrauchduft erfüllten das Zimmer, und vor ihm stand in verklärtem Lichte die schlanke Gestalt eines jugendlichen Weibes.
Ihr Gewand erstrahlte in wunderbarer Farbenpracht, es schien aus lauter kleinen, bunten Bildchen zusammengesetzt zu sein, die beständig wechselten, als ob das ganze Kleid lebendig wäre. Richard sah Gebirge und Thäler, Wälder und Wiesen, Wüsten und Eisfelder, Paläste und Hütten, er sah alle Menschenrassen darauf sich bewegen, er sah Taufen und Hochzeiten und Leichenbegängnisse – das ganze menschliche Leben spielte sich in allen Variationen in den Bildern ab, und dann sah er noch eine Menge von fremdartigen Gestalten, von Drachen und Ungeheuern, und alles lebendig und in bunten Farben strahlend.
In ihrem schönen Antlitz erglühten ein paar Augen in übermächtigem Feuer, und in ihrer Hand hielt sie einen Lorbeerzweig.
‚Armer Richard!‘ begann die wunderbare Erscheinung mit sanfter Stimme. ‚Fürchte Dich nicht, ich bin eine gute Fee. Ich habe an der Wiege aller derer, die Großes und Schönes und Unvergängliches geschaffen haben, Pate gestanden, und jetzt bringe ich Dir mein Geburtstagsgeschenk. Man nennt mich die Phantasie. Ein grausames Schicksal hat Deine Zukunft, zu der Du berechtigt, zerstört, ich kann das Geschehene nicht rückgängig machen, auch Deine Gesundheit nicht wiederherstellen, wohl aber kann ich Dir für das Verlorene einen Ersatz geben.‘“ Die Besucherin gibt ihm den Rat, jeden Abend vor dem Einschlafen zu überlegen, wohin ihn seine Träume entführen sollen. Er werde dann durch eine kleine Kammertür in seinem Zimmer in diese fremden Welten gehen können.

### Dschungel in Leipzig
Richard macht von diesem Angebot regen Gebrauch. Im zweiten Heft etwa erfährt man: „Tag und Nacht entstehen durch die Drehung der Erde um sich selbst, der Wechsel der Jahreszeiten aber wird durch die Drehung der Erde um die Sonne verursacht. Dabei bleibt sich die Erdachse auf der elliptischen Laufbahn um die Sonne immer parallel. Diese Achse der Erde geht durch den Nordpol und durch den Südpol.
Nun hatte Richard gewünscht, daß sich die Achse der Rotation um neunzig Grad verschöbe, daß also die neuen Pole auf den bisherigen Aequator zu liegen kämen.
Die Insel Singapore wird von dem Aequator durchschnitten. Denkt man sich von ihr aus eine Linie durch das Centrum der Erde gezogen, so stößt man gerade auf die Stadt Quito in dem südamerikanischen Staate Ecuador. Diese beiden Punkte hatte Richard als die neuen Pole der Erdachse bestimmt.“
Dadurch verändert sich auch die Lage des Äquators, der plötzlich mitten durch Leipzig, Richards Heimatstadt, führt. Richard muss allerdings feststellen, dass sein Wunsch ihn zwar von der bitteren Januarkälte, unter der Leipzig in der Realität gerade zu leiden hat, befreit hat, die Lebensumstände aber dadurch nicht angenehmer geworden sind: Er findet die Stadt voller Leichen vor; nur eine Schustersfamilie scheint am Leben geblieben zu sein. Umgeben von wuchernden Schlingpflanzen und wilden Tieren, führt er längere Zeit das Leben eines Robinson, ehe er wieder auf die Schustersfamilie trifft. Diese haust inzwischen in den Überresten des Schweizerhauses, eines Vergnügungsetablissements. Als Richard ihr einen Besuch abstattet und eine Flasche Branntwein sowie ein selbstgebackenes Brot mitbringt, erwacht in dem ehemaligen Schuster die Gier nach dem Alkohol und er verfolgt Richard durch den Wald in Richtung Pulverturm, wo der Junge sich ein Quartier zurechtgemacht hat. In Todesangst beginnt Richard zu schluchzen und wünscht sich, dass alles nur ein Traum sein möge – woraufhin er erleichtert in seinem Bett aufwacht.

### Weltall

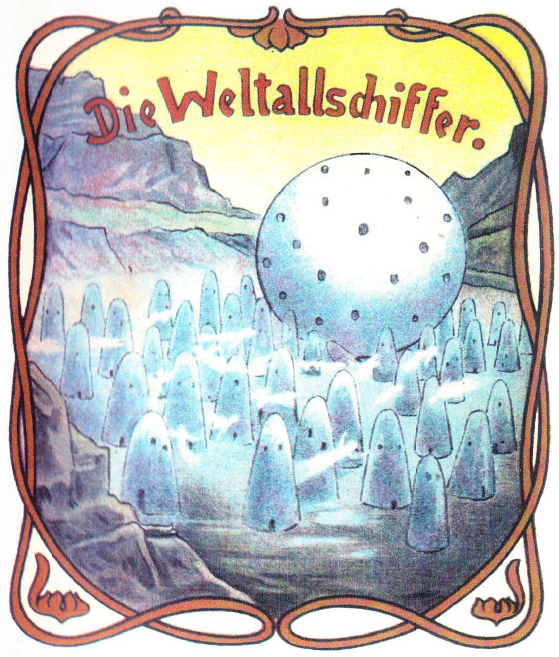
Titelbild zu Heft 4

Der dritte Band enthält eine Indianergeschichte, der vierte beginnt dagegen mit folgendem Szenario: „In dem großen Saale, der hin und wieder verdunkelt wurde, um die auf eine weiße Wand geworfenen Lichtzeichnungen sichtbar zu machen, drängte sich eine Menge von Männern, die meist Brillen trugen und kahlköpfig waren. An einem erhöhten Rednerpult stand Richard, neben ihm gewahrte man einen Experimentiertisch, auf dem wunderliche Apparate aufgebaut waren, und hinter ihm hing eine große Wandtafel.
Richard erklärte vor den berühmtesten Gelehrten der ganzen Erde sein von ihm bereits fix und fertig hergestelltes Luftschiff, an dessen theoretischer Konstruktion sein ingeniöser Vater ein ganzes Menschenalter in einsamer Studierkammer gearbeitet hatte.
Nannte er aber im Gegensatz zu sich seinen Vater ingeniös, und behauptete er nur der einfache Handlanger für dessen geistreiche Ideen zu sein, so war das sicherlich nichts anderes als Bescheidenheit. Was er da den Gelehrten erzählte und vorrechnete, das war ja so fabelhaft, daß diese kein einziges Wort verstanden, es war ungefähr so, als wenn ein alter Mathematiker einem an der großen Zehe lutschenden Säugling die Richtigkeit des pythagoräischen Lehrsatzes beweisen wollte.
Richard schrieb nämlich auf die Wandtafel endlose Zahlenreihen, warf mit trigonometrischen Formeln und Wurzeln nur so um sich und bediente sich einer ganz unbekannten Rechnungsart aus der vierten Dimension, bei der noch das Einfachste war, daß er die vierzehnstelligen Logarithmen sämtlicher Zahlen im Kopfe hatte. Alle bisherigen Errungenschaften in den Naturwissenschaften, in der Physik, Chemie und Elektrotechnik schienen ihm schon längst überwundene Kinderspielereien zu sein, in der Sternenwelt war er zu Hause wie ein Droschkenkutscher in seiner Vaterstadt, und die Gelehrten drückten ihre Bewunderung um so mehr durch Applaudieren aus, als sie gar nichts von alledem verstanden.
Wirklich interessant aber wurde es erst, als Richard zu den demonstrierenden Experimenten überging [...]“
Wenig später lässt sich eine Forschergesellschaft in einem riesigen Raumschiff ins Weltall schießen, erlebt das Phänomen der Schwerelosigkeit und landet schließlich auf dem Mond, wo man die zuckerhutähnlichen Häuser einer unbekannten Bewohnerschaft entdeckt. Danach reist die Gesellschaft weiter in Richtung Mars, wird dabei aber mit dramatischen Folgen aus ihrer Bahn gelenkt: „Ueber drei Stunden hatte die Rotation gedauert: allmählich, wie sie begonnen, hatte sie dann wieder aufgehört; ebenso langsam war der Nebel wieder gewichen. In dieser Zeit hatte das Weltallschiff 33748 Meilen zurückgelegt, jetzt steuerte es den alten Kurs, aber – mit 13 Leichen an Bord, darunter der zweite Offizier, 42 Verkrüppelten oder Schwerverwundeten und 104 Leuten, die mindestens Quetschungen davongetragen hatten. Kurz, verschont war niemand geblieben, und die noch Lebenden hatten ihre leichten Verletzungen nur dem Umstand zu verdanken, daß sie sich, freiwillig oder unfreiwillig, irgendwo festgeklammert hatten, oder aber – das konnte jedoch nicht mehr konstatiert werden – daß sie bei der kolossalen Umdrehungsgeschwindigkeit nach dem Gesetze der Centrifugalkraft an den äußeren Wänden kleben geblieben waren.“ Für die Zukunft will man sich gegen solche Vorkommnisse, die durch „Ätherwirbel“ ausgelöst werden, mit rollenden Kapseln wappnen, in die man sich zu zwängen hat, bevor das Raumschiff zu rotieren beginnt. Soeben hat man einen neuen, erdähnlichen Planeten entdeckt, der auf den Namen „Germania“ getauft wird, da scheint das Raumschiff aus dem Ruder zu laufen und abzustürzen. Richard findet sich diesmal vor seinem Bett wieder, aus dem er im Schlaf mit dem Kopf voran gefallen ist.

### Afrika und die Engländer

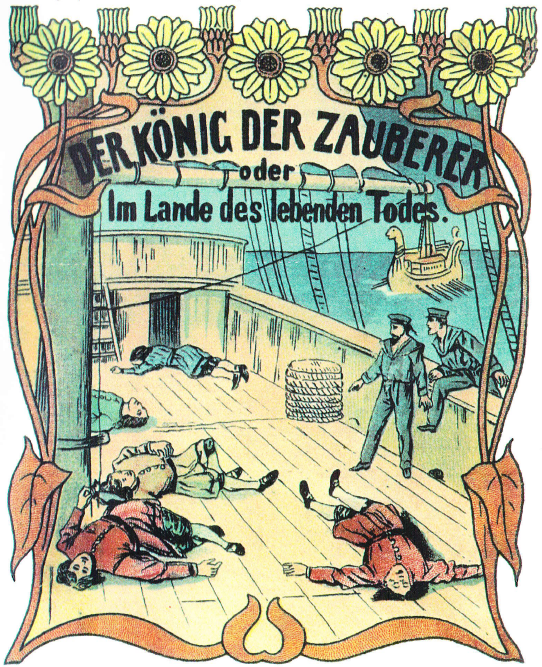
Titelbild zu Heft 6

Im fünften Band wird eine Schiffbrüchigengeschichte im Stil Robinson Crusoes durchgespielt, im sechsten gerät man in eine Geisterstadt auf dem polynesischen Archipel, im siebten ist Richard auf einem stählernen Pferd, das sich durch einen neuartigen Antrieb bewegt, in Afrika unterwegs und zieht dabei die Aufmerksamkeit von englischen Wirtschaftsspionen, insbesondere eines Mr. Litton, auf sich. Nachdem er den deutschen Farmer Georg Schneider vor einem grausamen Racheakt ebendieses Engländers bewahrt hat, stößt er in Kolobeny auf Litton. Dieser begrüßt ihn mit militärischen Ehren – „Trommelwirbel erschallte, dann hielten die weißen und schwarzen Soldaten das Gewehr, so ungleichmäßig als möglich, etwas schräg vor sich hin, und einige von ihnen vergaßen dabei sogar, den noch vor Staunen offenen Mund zuzumachen“ –, verfolgt ihn später aber natürlich. In letzter Sekunde kann Richard zu einem Grenzfluss entkommen und erwacht diesmal mit nassem Kopf, weil er im Schlaf die Wasserflasche auf seinem Nachttisch umgerissen hat.

### Unter Wasser und am Nordpol
In der Ansiedelung auf dem Meeresgrunde erlebt Richard Abenteuer in einem selbst konstruierten Taucheranzug, dessen Helm er am Schluss abnehmen muss, so dass er diesmal in die Todesangst eines Ertrinkenden gerät, ehe er aufwacht. Eine Nordpolfahrt tritt er in verwandelter Gestalt an: „Der Direktor des Bremer Norddeutschen Lloyd teilte nämlich dem plötzlich in einen Seemann von gesetztem Alter mit rotem Gesichte und noch röterer Nase verwandelten Richard mit, daß er zum Kapitän eines Nordlandsdampfers bestimmt wäre, der von einer Künstlergesellschaft gemietet worden sei. Er wisse doch, meinte der Direktor, wen er an Bord habe, daß es ganz bevorzugte Passagiere, darunter die ersten Sterne des Hoftheaters, seien, und daß man ihm als erfahrenem Nordlandsfahrer nur deshalb die Führung dieses Dampfers anvertraut habe, weil man ihn wegen seiner persönlichen Vorzüge ganz besonders für diesen Kapitänsposten geeignet halte.“
Primadonna, Heldentenor etc. machen ihm schwer zu schaffen. Schließlich liegt das Schiff eingefroren fest und die versammelten Künstler kreieren neuartige Werke: „Jetzt malte der Maler nur noch Eisberge und das eingefrorene Schiff hinein, der Dichter begann ein Epos von zwei Dutzend Gesängen, der Virtuose aber komponierte – paukte auf dem Klavier und fragte jeden, ja, sogar die Matrosen, die er deswegen herunterholte, ob dies nicht genau klänge, als ob die Eisschollen brächen und die Eisberge zusammenkrachten ....
„Passen Sie auf – jetzt kommt’s – jetzt berstet das Schiff – klatsch, klatsch, schnedderedengdeng – das sind die Wellen – die sich am Rumpfe brechen – bruch, bruch, bums, kladderadatsch – jetzt ist’s gebrochen – bumberumbumbum – jetzt sinkt’s. Ist das nicht schön?“
„Na, dat ist nich scheun,“ sagte der Matrose kopfschüttelnd, „und wat die Wellen sünt, die seggen och nich schnedderedengdeng.“
„Jetzt schreien die Männer in Todesnot: huhu, hoho, hohoooh, halloh – nun zetern die Mütter: lulululululu – jetzt wimmern die Kinder: kui, kui, kui, kui, kui. – Klingt das nicht ganz natürlich?“
„Na, dat kling just, als wenn man een junges Swien absticht.“
„Mensch,“ sprang da der Pianist rasend auf und griff nach einem Bündel Noten, „hinaus, hinaus! Fort, aus meinen Augen! Sie sind ja unmusikalisch wie ein Wiedehopf!“
Oben an Deck aber lag die Primadonna an des krummbeinigen Bräutigams Brust und weinte Thränen der Rührung.“ Nach einer Eisbärenbegegnung und der Entdeckung des Nordpols stößt man schließlich auf Eskimos, und die Versuche, sich mit diesen zu verständigen, führen zu einem so gewaltigen Gelächter, dass Richard davon aufwacht. Im letzten veröffentlichten Band hat Richard es wieder mit den verhassten Engländern zu tun, denen er diesmal im indischen Phunga begegnet, und wiederum wandelt sich das Geschehen zu einem Abenteuer bei polaren Temperaturen. Richard erwacht während einer Szene, in der Tran und Seehundsspeck verzehrt werden.

## Titel
Veröffentlicht wurden folgende Bände:
1. Der letzte Höhlenmensch
2. Die Totenstadt
3. Der rote Messias
4. Die Weltallschiffer
5. Die verzauberte Insel
6. Der König der Zauberer oder Im Lande des lebenden Todes
7. Das Stahlross
8. Die Ansiedlung auf dem Meeresgrunde
9. Eine Nordpolfahrt
10. Die indischen Eskimos

Der elfte Band, Vor Troja, wurde nicht mehr ausgeliefert. Die Ansiedlung auf dem Meeresgrunde geht auf Jules Vernes Roman 20.000 Meilen unter dem Meer zurück. Der letzte Höhlenmensch und Die indischen Eskimos enthalten Motive, die Kraft 1910 in seinem Roman Die neue Erde wieder aufnahm.